# Voetbal voor Vriendschap
Voetbal voor Vriendschap (Engels: Football for Friendship) is een jaarlijks internationaal maatschappelijk programma voor kinderen, georganiseerd door PJSC Gazprom. Het programma heeft als doel om kinderen uit verschillende landen via voetbal respect voor verschillende culturen en nationaliteiten te inprenten, om de jongere generatie echte waarden bij te brengen en hun interesse in een gezonde levensstijl te stimuleren. Binnen het kader van het programma doen voetballers van 12 jaar uit verschillende landen mee aan het jaarlijkse internationale kinderforum, het wereldkampioenschap 'Voetbal voor Vriendschap' en de internationale Dag van voetbal en vriendschap.
Het programma wordt ondersteund door de FIFA, de UEFA, de VN, de Olympische en Paralympische Comités, staatshoofden, regeringen en voetbalfederaties van verschillende landen, internationale liefdadigheidsstichtingen, organisatie van openbaar belang en toonaangevende voetbalclubs van de wereld. De wereldwijde organisator van het programma is de AGT Communications Group (Rusland)

## Geschiedenis

### Voetbal voor Vriendschap 2013
Het eerste internationale kinderforum van Voetbal voor Vriendschap werd gehouden op 25 mei 2013 in Londen. 670 kinderen uit 8 landen deden mee: uit Bulgarije, Groot-Brittannië, Hongarije, Duitsland, Griekenland, Rusland, Servië en Slovenië. Rusland werd vertegenwoordigd door 11 voetbalteams uit de 11 Russische steden die de wedstrijden van het FIFA Wereldkampioenschap in 2018 zullen hosten. De jeugdteams van Zenit, Chelsea, Schalke 04 en Rode Ster Belgrado, winnaars van de kindersportdag van Gazprom en de winnaars van het Fakel-festival, deden ook mee aan het forum.
Tijdens het forum spraken de kinderen met hun leeftijdgenoten uit andere landen en met beroemde voetballers, en woonden de finale van de UEFA Champions League 2012/2013 bij in het Wembley-stadion.
Het resultaat van het forum was een open brief waarin de kinderen de acht waarden van het programma opstelden: vriendschap, gelijkheid, rechtvaardigheid, gezondheid, vrede, loyaliteit, winnen en tradities. De brief werd vervolgens naar de leidinggevenden van de UEFA, FIFA en het IOC gestuurd. In september 2013, tijdens een meeting met Vladimir Poetin en Vitali Moetko, bevestigde Sepp Blatter de ontvangst van de brief en verklaarde dat hij bereid was om Voetbal voor Vriendschap te steunen.

### Voetbal voor Vriendschap 2014
Het tweede seizoen van het Voetbal voor Vriendschap-programma werd van 23 tot 25 mei in 2014 georganiseerd in Lissabon. Er werden meer dan 450 tieners uit 16 landen verwelkomd: Wit-Rusland, Bulgarije, Groot-Brittannië, Hongarije, Duitsland, Italië, Nederland, Polen, Portugal, Rusland, Servië, Slovenië, Turkije, Oekraïne, Frankrijk en Kroatië. De jonge voetballers deden mee aan het internationale Voetbal voor Vriendschap-forum, een straatvoetbaltoernooi en ze woonden de UEFA Champions League-finale 2013/2014 bij. De winnaar van het internationale straatvoetbaltoernooi in 2014 was het jeugdteam van Benfica (Portugal).
Het resultaat van het tweede seizoen van het programma was de verkiezing van een leider van de Voetbal voor Vriendschap-beweging. Het werd Felipe Suarez uit Portugal. In juni 2014 bezocht hij als leider van de beweging het negende internationale jeugdvoetbaltoernooi, ter nagedachtenis aan Yury Andreyevich Morozov.

### Voetbal voor Vriendschap 2015
Het derde seizoen van het internationale maatschappelijke programma Voetbal voor Vriendschap werd georganiseerd in juni 2015 in Berlijn. Voor de eerste keer waren er jonge deelnemers van het Aziatische continent aanwezig – kindervoetbalteams uit Japan, China en Kazachstan – en zij namen voor de eerste keer deel aan het programma. In totaal deden er jeugdteams van 24 voetbalclubs uit 24 landen mee aan het derde seizoen.
De jonge voetballers spraken met andere jonge voetballers uit andere landen en met internationale voetbalsterren, waaronder de wereldwijde ambassadeur van het programma, Franz Beckenbauer. Daarnaast deden ze mee aan het internationale straatvoetbaltoernooi voor jeugdteam. De winnaar van het internationale straatvoetbaltoernooi in 2015 was het jeugdteam van Rapid (Oostenrijk).
Er deden circa 200 journalisten van toonaangevende media verslag van het derde seizoen van het programma Voetbal voor Vriendschap, plus 24 jonge verslaggevers uit Europa en Azië, leden van het internationale perscentrum voor kinderen.
Het hoogtepunt van 2015 was de ceremonie van de toekenning van de Nine Values Cup, die werd gewonnen door de voetbalclub Barcelona (Spanje). De winnaar werd gekozen door de kinderen die op de avond van het forum deelnamen aan de internationale verkiezing die werd georganiseerd in alle 24 deelnemende landen.
Aan het einde van het forum volgden alle deelnemers de traditie van het bijwonen van de UEFA Champions League-finale 2014/2015 in het Olympisch stadion in Berlijn.

### Voetbal voor Vriendschap 2016
De start van het internationale maatschappelijke kinderprogramma Voetbal voor Vriendschap in 2016 werd gemarkeerd door een online Hangout-persconferentie. Deze werd gehouden op 24 maart in München, met deelname van de internationale ambassadeur van Franz Beckenbauers programma.
In het vierde seizoen van het programma sloten 8 nieuwe jeugdteams zich aan, uit Azerbeidzjan, Algerije, Armenië, Argentinië, Brazilië, Vietnam, Kirgizië en Syrië. Het totaalaantal deelnemende landen bedroeg toen 32.
Op 5 april 2016 begon de stemming voor de unieke trofee, de Nine Values Cup. Fans uit de hele wereld deden mee en selecteerden een winnaar, maar de eindbeslissing werd genomen door stemming van de deelnemers van het Voetbal voor Vriendschap-programma. De beker werd gewonnen door Bayern (München). De deelnemers van Voetbal voor Vriendschap waren met name te spreken over de activiteiten van de club om kinderen met speciale behoeften te steunen, initiatieven om medische behandelingen voor kinderen in verschillende landen beschikbaar te stellen en kinderen te helpen die hulp nodig hebben.
Het vierde internationale kinderforum Voetbal voor Vriendschap en de finale van het internationale straatvoetbaltoernooi voor jeugdspelers vond plaats op 27–28 mei 2016 in Milaan. De winnaar van het toernooi was het Maribor-team uit Slovenië. Aan het einde van het forum woonden alle deelnemers traditiegetrouw de UEFA Champions League-finale bij. De evenementen van het forum werden besproken door meer dan 200 journalisten van toonaangevende media wereldwijd, evenals het internationale perscentrum voor kinderen, met jonge journalisten uit de deelnemende landen.
Jonge voetballers van de Syrische club Al-Wahda deden mee aan het vierde seizoen van Voetbal voor Vriendschap, iets wat nog nooit eerder was gebeurd. De deelname van het Syrische team aan het programma en het bezoek van Syrische kinderen aan de evenementen in Milaan was een belangrijke stap richting het overwinnen van de humanitaire isolatie van het land. De Arabische sportredactieraad van de internationale televisiezender Russia Today maakte (met steun van de Syrische voetbalfederatie) de documentaire 'Drie dagen zonder oorlog' over de kinderen die deelnamen aan het project. Op 14 september 2016 bezochten meer dan 7000 mensen de première van de film in Damascus.

### Voetbal voor Vriendschap 2017
De locatie van het internationale maatschappelijke kinderproject Voetbal voor Vriendschap in 2017 was Sint-Petersburg (Rusland). De evenementen werden hier georganiseerd van 26 juni tot 3 juli.
In 2017 steeg het aantal deelnemende landen van 32 naar 64. Voor de eerste keer werd het Voetbal voor Vriendschap-programma bijgewoond door kinderen uit Mexico en de Verenigde Staten. Daarmee bracht het project jonge spelers uit vier contenten samen - Afrika, Eurazië, Noord-Amerika en Zuid-Amerika.
In het vijfde seizoen werkte het programma volgens een nieuw concept: één jonge voetballer uit elk land werd gekozen om het betreffende land te vertegenwoordigen. De tieners (meisjes en jongens van 12 jaar) werden verdeeld over acht internationale Vriendschap-teams, waaronder teams met handicaps.
Via een open loting werd de samenstelling van de teams en de spelposities van de vertegenwoordigers van de deelnemende landen bepaald. De loting werd gehouden via een online conferentie. De acht Vriendschap-teams werden geleid door jonge coaches: Rene Lampert (Slovenië), Stefan Maksimovich (Servië), Brandon Shabani (Groot-Brittannië), Charlie Sui (China), Anatoly Chentuloyev (Rusland), Bogdan Krolevetsky (Rusland), Anton Ivanov (Rusland), Emma Henschen (Nederland). Liliya Matsumoto (Japan), een vertegenwoordiger van het internationale Voetbal voor Vriendschap-perscentrum, deed ook mee aan de loting.
De winnaar van de wereldbeker Voetbal voor Vriendschap 2017 was het 'oranje' team, met een jonge coach en jonge voetballers uit negen verschillende landen: Rene Lampert (Slovenië), Hong Jun Marvin Tue (Singapore), Paul Puig I Montana (Spanje), Gabriel Mendoza (Bolivia), Ravan Kazimov (Azerbeidzjan), Khrisimir Stanimirov Stanchev (Bulgarije), Ivan Agustin Casco (Argentinië), Roman Horak (Republiek Tsjechië), Hamzah Yusuf Nuri Alhavvat (Libië).
Het internationale kinderforum Voetbal voor Vriendschap werd bijgewoond door Viktor Zoebkov (voorzitter van de raad van bestuur van PJSC Gazprom) [38], Fatma Samoura (secretaris-generaal van FIFA), Philippe Le Floc'h (algemeen commercieel directeur van FIFA), Júlio Baptista (Braziliaanse voetballer), Iván Zamorano (Chileense aanvaller), Aleksandr Kerzjakov (Russische voetballer) en andere gasten, die opriepen tot de promotie van belangrijke menselijke waarden in de jongere generatie.
In 2017 bracht het project meer dan 600.000 mensen samen en meer dan 1000 kinderen en volwassenen uit 64 landen woonden de afsluitende evenementen in Sint-Petersburg bij.

### Voetbal voor Vriendschap 2018
n 2018 vond het zesde seizoen van het Voetbal voor Vriendschap-programma van 15 februari tot 15 juni plaats. De eindevenementen werden in Moskou aan de vooravond van het FIFA Wereldkampioenschap 2018 gehouden. De deelnemers aan het programma waren jonge voetballers en journalisten die 211 landen en regio's van de wereld vertegenwoordigden. In 2018 werden de Internationale Vriendschap-teams in het kader van de milieumissie naar zeldzame en bedreigde diersoorten genoemd.
In het kader van de milieumissie in 2018 werd op 30 mei de internationale Happy Buzz Day-actie gelanceerd, waarbij de wereldgemeenschap opgeroepen wordt zeldzame diersoorten-reddingsorganisaties te ondersteunen. Nationale parken en natuurreservaten van Rusland, de VS, Nepal en Groot-Brittannië deden mee aan de actie. Tijdens de eindevenementen van het Voetbal voor Vriendschap-programma in Moskou reisden deelnemers met milieuvriendelijke bussen op aardgas.
Landen en regio's die aan het Voetbal voor Vriendschap-programma in 2018 meedoen:
1. Australië
2. Oostenrijk
3. Azerbeidzjan
4. Algerije
5. Amerikaanse Maagdeneilanden
6. Amerikaans-Samoa
7. Anguilla
8. Antigua en Barbuda
9. Egypte
10. Argentinië
11. Aruba
12. Barbados
13. Belize
14. Bermuda
15. Venezuela
16. Bosnië en Herzegovina
17. Britse Maagdeneilanden
18. Burkina Faso
19. Luxemburg
20. Hongarije
21. Uruguay
22. Gabon
23. Guinee
24. Gibraltar
25. Brunei
26. Israël
27. Qatar
28. Koeweit
29. Libië
30. Palestina
31. Grenada
32. Griekenland
33. Georgië
34. Oost-Timor
35. Congo-Kinshasa
36. Sao Tomé en Principe
37. Sri Lanka
38. Dominicaanse Republiek
39. Jordanië
40. Afghanistan
41. Iran
42. Mauritanië
43. Italië
44. Jemen
45. Kaaimaneilanden
46. Canada
47. China
48. Taiwan
49. Andorra
50. Liechtenstein
51. Guyana
52. Noord-Korea
53. Bahrein
54. België
55. Bhutan
56. Denemarken
57. Spanje
58. Cambodja
59. Lesotho
60. Marokko
61. Nederland
62. Noorwegen
63. Saoedi-Arabië
64. Swaziland
65. Thailand
66. Tonga
67. Zweden
68. Kirgizië
69. Curaçao
70. Laos
71. Letland
72. Libanon
73. Litouwen
74. Maleisië
75. Maldiven
76. Mexico
77. Bolivia
78. Mongolië
79. Montserrat
80. Bangladesh
81. Papoea-Nieuw-Guinea
82. Samoa
83. Nieuw-Zeeland
84. Nieuw-Caledonië
85. Tanzania
86. Verenigde Arabische Emiraten
87. Cookeilanden
88. Turks- en Caicoseilanden
89. Albanië
90. Angola
91. Armenië
92. Wit-Rusland
93. Benin
94. Bulgarije
95. Botswana
96. Burundi
97. Vanuatu
98. Haïti
99. Gambia
100. Ghana
101. Guatemala
102. Guinee-Bissau
103. Honduras
104. Djibouti
105. Zambia
106. Zimbabwe
107. India
108. Indonesië
109. Irak
110. Ierland
111. IJsland
112. Kazachstan
113. Kenia
114. Cyprus
115. Colombia
116. Congo-Brazzaville
117. Zuid-Korea
118. Kosovo
119. Costa Rica
120. Ivoorkust
121. Cuba
122. Liberia
123. Mauritius
124. Madagaskar
125. Macedonië
126. Malawi
127. Mali
128. Malta
129. Mozambique
130. Moldavië
131. Namibië
132. Niger
133. Nicaragua
134. Kaapverdië
135. Pakistan
136. Panama
137. Paraguay
138. Peru
139. Polen
140. Portugal
141. Rwanda
142. San Marino
143. Seychellen
144. Senegal
145. Servië
146. Singapore
147. Slovenië
148. Myanmar
149. Soedan
150. Suriname
151. Sierra Leone
152. Tadzjikistan
153. Trinidad en Tobago
154. Turkmeense Socialistische Sovjetrepubliek
155. Oeganda
156. Oezbekistan
157. Fiji
158. Filipijnen
159. Kroatië
160. Tsjaad
161. Montenegro
162. Chili
163. Ecuador
164. Equatoriaal-Guinea
165. El Salvador
166. Zuid-Soedan
167. Kameroen
168. Rusland
169. Roemenië
170. Hongkong
171. Puerto Rico
172. Noord-Ierland
173. Saint Vincent en de Grenadines
174. Saint Lucia
175. Syrië
176. Slowakije
177. Bahama's
178. Dominica
179. Verenigd Koninkrijk
180. Verenigde Staten
181. Salomonseilanden
182. Vietnam
183. Comoren
184. Macau
185. Oman
186. Tahiti
187. Guam
188. Togo
189. Tunesië
190. Turkije
191. Oekraïne
192. Wales
193. Faeröer
194. Nepal
195. Ethiopië
196. Brazilië
197. Duitsland
198. Nigeria
199. Somalië
200. Saint Kitts en Nevis
201. Finland
202. Frankrijk
203. Centraal-Afrikaanse Republiek
204. Tsjechië
205. Zwitserland
206. Schotland
207. Eritrea
208. Estland
209. Zuid-Afrika
210. Jamaica
211. Japan
32 Internationale Vriendschap-teams namen deel aan het WK 'Voetbal voor Vriendschap' 2018. De laatste wedstrijd werd becommentarieerd door Jazn Taha, jonge commentator uit Syrië, als scheidsrechter trad bij de wedstrijd Bogdan Batalin uit Rusland.
De winnaar van het WK 'Voetbal voor Vriendschap' 2018 is het Chimpanzee-team geworden dat bestond uit jonge voetballers uit Dominica, Saint Kitts en Nevis, Malawi, Colombia, Benin en de Democratische Republiek Congo. Het team werd gecoacht door Vladislav Polyakov uit Saransk.
Het eindevenement van het zesde seizoen van het programma was het Internationale kinderforum "Voetbal voor Vriendschap", gehouden op 13 juni in het Centrum van oceanografie en mariene biologie "Moskvarium". Het forum werd bezocht door Viktor Zubkov (voorzitter van de raad van bestuur van PJSC Gazprom), Olga Golodets (vicevoorzitter van de Regering van de Russische Federatie), Iker Casillas (Spaanse voetballer, voormalige kapitein van het Spaanse voetbalelftal), Alexander Kerzhakov (Russische voetballer, coach van het Russische jeugdvoetbalelftal) evenals vertegenwoordigers van 54 ambassades uit de hele wereld en andere gasten.
Op het Forum werden de beste jonge voetballers van het zesde seizoen beloond: Deo Kalenga Mwenze uit de Democratische Republiek Congo (beste aanvaller), Yamirou Ouorou uit Benin (beste middenvelder), Ivan Volynkin uit Wales (beste keeper) en Gustavo Cintra Rocha uit Brazilië (meest waardevolle speler).
De beste jonge journalist van het Voetbal voor Vriendschap-programma in 2018 is Sheikali Ascension uit Aruba geworden. Het meisje houdt een blog bij en roept de jeugd van Oceanië op milieubewust te zijn.
Op het forum vond plaats de presentatie van het boek en de handtekeningensessie van Ananya Kamboj uit India, deelnemer aan het vorige seizoen. Na het voltooien van het vijfde seizoen van Voetbal voor Vriendschap in 2017 schreef Ananya een boek "My Journey from Mohali to St. Petersburg" (Mijn reis van Mohali naar Sint-Petersburg) over haar ervaring van het deelnemen als jonge journalist. Daarin vertelde ze over de Negen waarden van het programma die helpen om de wereld ten goede te veranderen.
Op 14 juni, na de voltooiing van het Internationale Kinderforum "Voetbal voor Vriendschap", namen jonge voetballers en journalisten deel aan de openingsceremonie van de FIFA Wereldbeker 2018 in Rusland. In het Luzhniki-stadion hebben kinderen plechtig de vlaggen van alle 211 landen en regio's gehesen die dit jaar aan het programma meededen. Daarna keken de jonge deelnemers van Voetbal en Vriendschap naar de openingswedstrijd tussen de nationale teams van Rusland en Saoedi-Arabië.
De President van de Russische Federatie Vladimir Poetin nodigde Albert Zinnatov, jonge ambassadeur van Voetbal en Vriendschap uit Rusland, uit in zijn loge om samen naar de openingswedstrijd te kijken. Daar sprak de jongen met de wereldkampioen uit Brazilië Roberto Carlos en de Spaanse voetballer Iker Casillas.
Meer dan 1.500 kinderen en tieners uit 211 landen en regio's deden mee aan de eindevenementen in Moskou. In totaal werden in het kader van het zesde seizoen meer dan 180 evenementen in verschillende regio's van de wereld georganiseerd, waaraan meer dan 240.000 kinderen deelnamen.
In 2018 werd het project door de overheidsfunctionarissen ondersteund. Olga Golodets, vicepremier van de Regering van de Russische Federatie, heeft het welkomstwoord van de President van Rusland Vladimir Poetin aan de deelnemers en gasten van het Internationale Kinderforum voorgelezen.
De premier van de Regering van de Russische Federatie Dmitri Medvedev stuurde een welkomsttelegram naar de deelnemers en gasten van het zesde Internationale Kinderforum "Voetbal voor Vriendschap".
Tijdens een briefing op 23 mei merkte de officiële vertegenwoordiger van het Russische Ministerie van Buitenlandse Zaken Maria Zakharova op dat het Voetbal voor Vriendschap-programma tegenwoordig als een belangrijk humanitair onderdeel van het internationale sociale beleid van Rusland door de wereldgemeenschap wordt gezien.
Traditioneel werd het Voetbal voor Vriendschap-programma door FIFA gesteund. Deze organisatie merkte op dat het totale aantal deelnemers en gasten van de eindevenementen in Moskou 5.000 mensen bedroeg.

### Voetbal voor Vriendschap 2019
De lancering van het zevende seizoen van het internationale sociale kinderprogramma Football for Friendship vond plaats op 18 maart 2019, de laatste evenementen van het programma werden van 28 mei tot 2 juni gehouden in Madrid.
De Internationale dag van voetbal en vriendschap 25 april werd gevierd in meer dan 50 landen van Europa, Azië, Afrika, Noord- en Zuid-Amerika.De Russische voetbalbond (RFU) nam ook deel aan de viering.
Op 30 mei was Madrid gastheer van het internationale forum van het sociale kinderprogramma Football for Friendship 2019 van Gazprom NV. Het forum bracht experts van over de hele wereld samen: voetbalcoaches, dokters van kinderteams, sterren, journalisten van vooraanstaande internationale media, vertegenwoordigers van internationale voetbalacademies en federaties.
De meest multinationale voetbaltraining ter wereld vond plaats op 31 mei in Madrid. Op basis van de resultaten van de training ontving Football for Friendship een officieel certificaat GUINNESS WORLD RECORDS®.
Tijdens het zevende seizoen vormden 32 jonge journalisten uit Europa, Afrika, Azië, Noord- en Zuid-Amerika de samenstelling van het internationale kinderperscentrum van het Football for Friendship-programma, dat de laatste evenementen van het programma behandelde en deelnam aan de voorbereiding van materialen samen met internationale en nationale media.
De deelnemers van het zevende seizoen presenteerden de Nine Values Cup / de Negen Waarden Cup (een prijs van het internationale sociale kinderprogramma Football for Friendship) aan Liverpool Football Club als het meest sociaal verantwoordelijke team.
Op 1 juni vond het hoogtepunt van het zevende seizoen, de laatste wedstrijd van de Football for Friendship World Cup, plaats op het UEFA Pitch-veld in Madrid. Volgens de resultaten speelde het nationale team van Antiguan Snake met de Tasmanian Devil met een score van 1: 1 in reguliere speeltijd, en won vervolgens de penalty shootout en won de hoofdprijs.

### Voetbal voor Vriendschap 2020
In 2020 werden van 27 november tot 9 december 2020 de slotevenementen van het achtste seizoen van Football for Friendship online gehouden op een digitaal platform. Meer dan 10.000 deelnemers uit meer dan 100 landen van de wereld namen deel aan belangrijke evenementen.
Voor het achtste seizoen van het programma is een multiplayer online voetbalsimulator Football for Friendship World ontwikkeld, op basis waarvan het online kampioenschap World Football for Friendship 2020 werd gehouden.De game is vanaf 10 december. 2020 - Wereldvoetbaldag wereldwijd te downloaden. Gebruikers hebben de mogelijkheid om deel te nemen aan wedstrijden volgens de regels van Football for Friendship, waarbij ze zich verenigen in internationale teams. Het multiplayer-spel is gebaseerd op de kernwaarden van het programma, zoals vriendschap, vrede en gelijkheid.
Op 27 november vond de open trekking van het Football for Friendship Online World Championship 2020 plaats
Van 28 november tot 6 december vond er een internationaal online vriendschapskamp plaats met educatieve humanitaire en sportieve programma's voor kinderen
Van 30 november tot 4 december werden sessies gehouden van het internationale online forum "Football for Friendship", waar projecten in de ontwikkeling van kindersport werden gepresenteerd. De deskundige jury waardeerde de presentatie van projecten die in aanmerking kwamen voor de internationale prijs "Football for Friendship".
Op 7 en 8 december werd het online wereldkampioenschap Football for Friendship gehouden. Het kampioenschap werd dit jaar in een online formaat op een digitaal platform gehouden, speciaal hiervoor is de multiplayer voetbalsimulator Football for Friendship ontwikkeld.
De grote finale van Football for Friendship vond plaats op 9 december.
Tijdens het achtste seizoen van het programma werd een reeks webinars voor kinderen uit verschillende landen gehouden ter ondersteuning van het 75-jarig bestaan van de VN.
Tijdens het achtste seizoen van het programma werd de wekelijkse show "Stadium is where I am / Het stadion is waar ik ben" gelanceerd in samenwerking met voetbalfreestylers van over de hele wereld. In elke aflevering leerden freestylers jonge ambassadeurs trucs uit te voeren, en aan het einde van elke aflevering werd een wedstrijd voor de beste truc aangekondigd.
De show eindigde met een wereldwijde online masterclass, waarmee het Football for Friendship-programma voor de tweede keer de Guinness World Record houder werd in het aantal betrokken deelnemers (6 december 2020).
Good News Editors - een wekelijkse show, gelanceerd door jonge journalisten, Football for Friendship, waarin kinderen positief nieuws van over de hele wereld met kijkers deelde.

### Voetbal voor Vriendschap 2021
In 2021 werden de laatste evenementen van het negende seizoen van "Voetbal voor Vriendschap" online gehouden op het digitale platform "Voetbal voor Vriendschap" van 14 tot 29 mei 2021, waarbij meer dan 200 landen van de wereld samenkwamen.
Op 25 april, op de internationale dag van voetbal en vriendschap vond de open loting plaats van het online wereldkampioenschap "Voetbal voor Vriendschap" 2021.
Als onderdeel van het seizoen werd het International online vriendschapskamp gehouden met humanitaire en sportieve educatieve programma's voor kinderen.
Het Internationale online forum "Voetbal voor Vriendschap" werd gehouden, waar voetbalacademies van over de hele wereld projecten presenteerden op het gebied van kindersportontwikkeling. Op basis van de resultaten van de presentaties selecteerde een deskundige jury de winnaars van de Internationale prijs "Voetbal voor Vriendschap" namelijk academies uit Afghanistan, India, Sri Lanka en Togo.
Het online kampioenschap "Voetbal voor Vriendschap" vond plaats op het platform van de speciaal ontwikkelde multiplayer voetbalsimulator Football for Friendship World. De finale van het kampioenschap werd gewonnen door het Argali team, waaronder kinderen uit Aruba, Belize, Guatemala, Costa Rica en Mexico.
Deelnemers aan het negende seizoen vestigden het derde Guinness World Record™ voor het hoogste aantal bezoekers aan een virtueel stadion ter wereld.
Op 29 mei vond de grote finale van "Voetbal voor Vriendschap" plaats.
"Voetbal voor Vriendschap": het International nieuwsbureau voor kinderen
In het kader van het UEFA EURO 2020 Kampioenschap lanceerde het "Voetbal voor Vriendschap"-programma een initiatief van het International nieuwsbureau voor kinderen met de deelname van jonge journalisten van Voetbal voor Vriendschap uit 11 landen van het kampioenschap.
Jonge journalisten woonden alle kampioenschapswedstrijden in hun land bij en bedekten ze voor miljoenen van hun leeftijdsgenoten in de wereld door het prisma van de Negen Waarden die worden gedeeld door miljoenen deelnemers aan het programma.
Jonge journalisten werden opgeleid aan de school van "negen waarden" van het programma "Voetbal Voor Vriendschap". Naast de waarden waren de lessen zich opgericht op actuele trends in sportjournalistiek en mobiele journalistieke vaardigheden.

## Wereldkampioenschap Voetbal voor Vriendschap
Het internationale voetbaltoernooi voor kinderen wordt georganiseerd binnen het kader van het Voetbal voor Vriendschap-programma. De teams die meedoen aan het kampioenschap – Vriendschap-teams – worden samengesteld via een open loting. De teams worden gevormd volgens het uitgangspunt van Voetbal voor Vriendschap: sporters van verschillende nationaliteiten, sekse en fysieke mogelijkheden spelen samen in hetzelfde team.

## Internationaal kinderforum Voetbal voor Vriendschap
Tijdens het jaarlijkse internationale kinderforum Voetbal voor Vriendschap bespreken jonge deelnemers van het project samen met volwassenen de promotie en ontwikkeling van de waarden van het programma in de hele wereld. Tijdens het forum ontmoeten en praten de kinderen uit alle landen met elkaar, met beroemde voetballers, journalisten en publieke figuren, en ontpoppen zich tot jonge ambassadeurs die in de toekomst doorgaan met zelfstandig universele waarden onder leeftijdsgenoten te promoten.
In 2019 is het Forum omgevormd tot een platform voor de uitwisseling van ervaringen tussen experts op het gebied van sport en onderwijs.
In 2020 werd in het kader van het Forum de internationale prijs "Voetbal voor Vriendschap" geïnitieerd.

## Internationaal kinderperscentrum
Een speciaal onderdeel van het Voetbal voor Vriendschap-programma is het eigen internationale kinderperscentrum. Dit werd voor het eerst opgezet tijdens het Voetbal voor Vriendschap-programma in 2014. Jonge journalisten in het perscentrum brengen verslag uit van de evenementen van het programma in hun landen: ze bereiden nieuws voor zowel de nationale als internationale sportmedia voor, leveren bijdragen via materiaal voor de Voetbal voor Vriendschap-televisiezender, de Voetbal voor Vriendschap-kinderkrant en de officiële radiozender van het programma. In het internationale kinderperscentrum komen de winnaars van de landelijke wedstrijden om de titel van de beste jonge journalist, jonge bloggers, fotografen en schrijvers samen. Jonge journalisten van het perscentrum presenteren wat zij zien van binnenuit, en verwezenlijken daarmee het format 'kinderen over kinderen'.

## Internationale dag van voetbal en vriendschap
De internationale dag van voetbal en vriendschap wordt onder het Voetbal voor Vriendschap-programma gevierd op 25 april. Deze feestdag werd voor het eerst in 2014 gevierd in 16 landen. Op deze dag werden er vriendschappelijke wedstrijden, flash-mobs, radiomarathons, master classes, tv-shows, open trainingssessies, enz. georganiseerd. Meer dan 50.000 personen namen deel aan de viering.
In 2015 werd de dag van voetbal en vriendschap gevierd in 24 landen. Tijdens het festival waren er vriendschappelijke voetbalwedstrijden en andere evenementen. In Duitsland hielden voetballers van Schalke 04 een open trainingssessie, Servië hostte een tv-show en Oekraïne organiseerde een wedstrijd tussen het jeugdelftal van Volyn FC en kinderen die geregistreerd waren bij het stadscentrum van Lusk voor maatschappelijke services aan gezinnen, kinderen en jongeren.
In Rusland werd de dag van voetbal en vriendschap gevierd op 25 april in 11 steden. Vriendschappelijke voetbalwedstrijden werden georganiseerd in Vladivostok, Novosibirsk, Jekaterinenburg, Krasnojarsk, Barnaoel, Sint-Petersburg en Saransk, ter herinnering aan de kernwaarden van het programma. In Krasnojarsk, Sotsji en Rostov aan de Don werd een Friendship Relay georganiseerd met medewerking van de fakkeldragers van de Olympische fakkel-Relay van 2014. In Moskou werd met steun van de sportfederatie van blinden en slechtzienden, een toernooi voor gelijke kansen georganiseerd. Op 5 mei werd de dag van voetbal en vriendschap gevierd in Nizjni Novgorod en Kazan.
In 2016 werd de dag van voetbal en vriendschap gevierd in 32 landen. In Rusland werd de dag in negen steden gevierd: Moskou, Sint-Petersburg, Novosibirsk, Barnaoel, Birobidzjan, Irkoetsk, Krasnodar, Nizjni Novgorod en Rostov aan de Don. Nizjni Novgorod hostte een vriendschappelijke wedstrijd voor jonge voetballers van Volga en volwassen spelers van de club organiseerden een warming-up en training voor de kinderen. In een vriendschappelijke wedstrijd in Novosibirsk speelden gehandicapte kinderen mee – het regionale team van Novosbirsk, Jermak-Sibir.
In 2017 werd de dag van voetbal en vriendschap gevierd in 64 landen. Beroemde voetballers, waaronder de Servische verdediger Branislav Ivanović en de Nederlandse aanvaller Dirk Kuijt, namen deel aan evenementen over de hele wereld. In Griekenland werd het evenement bijgewoond door Theodoras Zagorakis, winnaar van het Europese voetbalkampioenschap 2004 met het nationale elftal van zijn land. In Rusland organiseerde voetbalclub Zenit een speciale trainingssessie voor Zakhar Badyuk, de jonge ambassadeur van het Voetbal voor Vriendschap-programma in 2017. Tijdens de training beoordeelde de keeper van Zenit, Joeri Lodygin, Zakhar met een hoog cijfer en deelde de geheimen van het keepen met hem.

## Negen waarden van Voetbal voor Vriendschap
Tijdens het eerste Internationale Kinderforum dat op 25 mei 2013 werd gehouden hebben jonge ambassadeurs uit Groot-Brittannië, Duitsland, Slovenië, Hongarije, Servië, Bulgarije, Griekenland en Rusland de eerste acht waarden van het programma opgesteld: vriendschap, gelijkheid, rechtvaardigheid, gezondheid, vrede, toewijding, overwinning en tradities - en deze in een Open brief gepresenteerd. De brief werd aan de hoofden van internationale sportorganisaties verzonden: de Internationale Voetbalfederatie (FIFA), de Unie van Europese voetbalbonden (UEFA) en het Internationaal Olympisch Comité. In september 2013 bevestigde Joseph Blatter tijdens zijn ontmoeting met Vladimir Poetin en Vitali Moetko de ontvangst van de brief en verklaarde dat hij bereid is om Voetbal voor Vriendschap te ondersteunen.
In 2015 sloten zich bij het Voetbal voor Vriendschap-programma deelnemers uit China, Japan en Kazachstan aan en stelden voor om een negende waarde - eer – eraan toe te voegen.

## De Nine Values Cup
De Nine Values Cup is een prijs van het internationale maatschappelijke kinderprogramma Voetbal voor Vriendschap. Elk jaar wordt de beker toegekend voor de grootst getoonde betrokkenheid bij de waarden van het project: vriendschap, gelijkheid, rechtvaardigheid, gezondheid, vrede, loyaliteit, winnen, tradities en eer. Fans uit de hele wereld doen mee en selecteren een winnaar, maar de eindbeslissing wordt genomen door stemming van de deelnemers van het Voetbal voor Vriendschap-programma. Voetbalclubs die de Nine Values Cup eerder in ontvangst mochten nemen: Barcelona (Spanje, 2015, 2020, 2021), Bayern (Duitsland, 2016), Al-Wahda (Syrië, 2016), Real Madrid (Spanje, 2017), Braziliaans voetbalelftal (Brazilië, 2018), Liverpool (Engeland, 2019 ).

## Vriendschapsarmband
Alle activiteiten van het Voetbal voor Vriendschap-programma beginnen met de uitwisseling van vriendschapsarmbanden, een symbool van gelijkheid en een gezonde levensstijl. De armband bestaat uit twee stroken, blauw en groen, en kan gedragen worden door iedereen die achter de waarden van het programma staat.
Volgens Franz Beckenbauer
"Het symbool van de beweging is een tweekleurige armband, even eenvoudig en begrijpelijk als de intrinsieke waarden van het Voetbal voor Vriendschap-programma.
Jonge deelnemers aan het programma hebben vriendschapsarmbanden om de polsen van beroemde sporters en publieke figuren geschoven, waaronder: Dick Advocaat, Anatoly Timoshchuk en Luis Neto, Franz Beckenbauer, Luis Fernández, Didier Drogba, Max Meyer, Fatma Samoura, Leon Goretzka, Domenico Criscito, Míchel Salgado, Aleksandr Kerzjakov, Pyrros Dimas, Miodrag Božović, Adelina Sotnikova, Yuri Kamenets.

## De eerste NFT-trofee ter wereld voor het mooiste doelpunt tijdens UEFA EURO 2020
In mei 2021 kondigde de UEFA de sponsoring van PAO Gazprom aan in het kader van EURO 2020 en EURO 2024. De voorwaarden van de samenwerking omvatten de uitreiking van de prijs voor de auteur van het beste doelpunt van de UEFA EURO 2020, die voor het eerst werd gemaakt in de vorm van een NFT-trofee.
Het fysieke prototype van de prijs werd gemaakt door de Russische kunstenaar Pokras Lampas op de Gazprom stand in de fanzone van St.Petersburg op het Konyushennaya plein als een kunstinstallatie van 432 voetballen met een kalligrafisch ornament.
De digitale trofee bevat de namen van het UEFA EURO 2020-kampioenschap, Gazprom, het internationale sociale kinderprogramma "Voetbal Voor Vriendschap" en de negen waarden die het promoot: vriendschap, gelijkheid, rechtvaardigheid, gezondheid, vrede, loyaliteit, overwinning, traditie en eer.
Op 27 juni hield de kunstinstallatie op te bestaan als fysiek object en schakelde over naar het NFT-formaat. Alle voetbalballen werden verdeeld in 11 gaststeden van het Europees kampioenschap voetbal 2020.
Op 15 oktober werd tijdens de prijsuitreiking de digitale trofee uitgereikt aan Patrick Schick, de voetballer die het beste doelpunt van het UEFA EURO 2020-kampioenschap scoorde, en aan de expositie van het UEFA-hoofdkantoor (Zwitserland, Nyon) en het hoofdkwartier van Gazprom (Rusland, St. Petersburg) een hologram van de prijs werd overhandigd.

## Internationale prijs "Voetbal voor Vriendschap"
De Internationale prijs "Voetbal voor Vriendschap" is gericht op het identificeren van alle mogelijke ideeën voor sporttraining, het opleiden van jonge voetballers, samenwerking op het gebied van kindervoetbal en het promoten van deze ideeën over de hele wereld. Het doel van de prijs is om aandacht te vragen voor de ontwikkeling van kindervoetbal in de context van wereldwijde digitalisering en om een gemeenschap van gelijkgestemden te vormen die deze gebieden ontwikkelen.

## Internationale Academie van "Voetbal voor Vriendschap" voor coaches
De International Academy "Voetbal voor Vriendschap" is een gratis online educatief platform beschikbaar in verschillende talen, die een set van praktische lessen gericht op het verbeteren van de vaardigheden van coaches van jeugdteams en voetbal secties, evenals lichamelijke opvoeding leraren omvat. De Academy-cursus is gebaseerd op kennis, praktische adviezen en begeleiding bij de organisatie van de opleiding, de bevordering van de waarden van een gezonde en actieve levensstijl en respect voor verschillende culturen en nationaliteiten bij jonge spelers. De training is ontwikkeld door de auteurs van de sport- en humanitaire educatieve programma's van het "Voetbal voor Vriendschap"-project - de leiders van het educatieve proces en coaches van de FC Barcelona-academie, experts van de humanitaire FIFA-programma's.

## International online vriendschapskamp
Een educatief programma waarin de deelnemers van "Voetbal voor Vriendschap" onder begeleiding van professionele mentoren van het kamp training en teambuilding ondergaan. Het initiatief helpt kinderen met elkaar om te gaan, niet alleen op het voetbalveld, maar ook in het echte leven, tactieken te ontwikkelen en de ondersteuning van een teamgenoot te voelen. Onderdeel van het kamp is de "School van negen waarden", waar jonge deelnemers de waarden van het programma leren kennen en leren hoe ze die in het veld en in het dagelijks leven kunnen toepassen.

## Milieu-initiatief
Sinds 2016 voert het programma "Voetbal voor Vriendschap" elk jaar het Milieu-initiatief. De jonge deelnemers aan het programma openden een "Vriendschapstuin" in Trenno Park in Milaan, waar elk van de 32 internationale teams hun eigen boom plantte. De drieëndertigste boom is geplant door gehandicapte kinderen van de Don Carlo Gnocchi Foundation.
In 2018 vestigden de jonge ambassadeurs van het programma de aandacht van het publiek op bedreigde dieren. Elk jaar worden de internationale vriendschapsteams vernoemd naar bedreigde en zeldzame diersoorten. Ook in 2018, tijdens de laatste evenementen in Moskou, werden milieuvriendelijke routes met bussen met aardgas voor jonge deelnemers georganiseerd.
In 2020 organiseerden jonge deelnemers het F4F Speaks for Nature-webinar over ecologische duurzaamheid als onderdeel van de VN-wereldmilieudag.
In 2021 deelden de jonge deelnemers met de wereld de manieren waarop ieder van ons de planeet elke dag kan helpen en lanceerden ze de uitdaging "Small Steps to Save the Planet".

## F4F Wereld multiplayer voetbalsimulator
Een speciaal digitaal platform gecreëerd voor het Voetbal voor Vriendschap programma bracht spelers van alle leeftijden uit 211 landen en regio's samen en werd een basis voor internationale competities, evenals een speeltuin waar iedereen kan oefenen, zich kan verenigen in gemengde internationale teams en kan spelen je favoriete spel in het formaat "Voetbal voor Vriendschap" zonder je huis te verlaten.

## Prijzen
Vanaf 2021 heeft "Voetbal voor Vriendschap" meer dan 60 nationale en internationale onderscheidingen op het gebied van maatschappelijke verantwoordelijkheid, sport en communicatie, waaronder drie GUINNESS WORLD RECORDS™-titels voor de meeste nationaliteiten in de voetbaltraining in de geschiedenis, het grootste aantal van gebruikers in een online voetbalevenement in de geschiedenis en het grootste aantal gebruikers in een virtueel stadion. Andere prijzen zijn SABRE Awards in de CSR-sectie (VS), Gold Quill Awards voor het beste sociale project ter wereld (VS), Grand Prix Silver Archer (Rusland), IPRA Awards voor de beste campagne ter ondersteuning van de SDG's van de VN (VK), ICCO Global Award for Intercultural Communication (VK) en anderen.
In 2020 ontving de International Academy for coaches de PRNEWS 'Platinum PR Awards (USA), en in 2021 de YouTube-show "Stadium is where I am" en "Good News", georganiseerd door kinderen aan het begin van de pandemie om mensen over de hele wereld te steunen, won de prijs voor het beste YouTube-kanaal.